# تپه قرقا تپه
تپه قرقا تپه مربوط به دوره هخامنشی - دوره اشکانیان است و در شهرستان زنجان، بخش مرکزی، دهستان بوغدا کندی، ۱/۵ کیلومتری جنوب شرقی روستای سنقر واقع شده و این اثر در تاریخ ۲۶ اسفند ۱۳۸۷ با شمارهٔ ثبت ۲۵۹۵۶ به‌عنوان یکی از آثار ملی ایران به ثبت رسیده است.